# دوري هونغ كونغ لكرة القدم 1993–94
دوري هونغ كونغ لكرة القدم 1993–94 هو الموسم 49 من دوري هونغ كونغ لكرة القدم ‏. كان عدد الأندية المشاركة فيه 10، وفاز فيه نادي إيسترن سبورتس.